# أحمد الكوري
أحمد الكوري دينا (ولد في 21 نوفمبر 1998 في موريتانيا) لاعب كرة قدم موريتاني يجيد اللعب في مركز المهاجم. يلعب حاليا لصالح الرفاع الشرقي في الدوري البحريني الممتاز منذ 16 أغسطس 2023.

## المسيرة الرياضية

### الأندية
في 16 أغسطس 2023 انتقل الكوري من الشباب البحريني إلى الرفاع الشرقي البحريني في صفقة انتقال حر.